# Li Xueju
 (février 2016).
 (septembre 2013).
Li Xueju (né en avril 1945), est un homme politique chinois. Il est ministre des Affaires civiles de la Chine du 17 mars 2003 à juin 2010.
Il est vice-ministre des Affaires civiles de 2001 à 2003.